# Yuderkys Espinosa Miñoso
Yuderkys Espinosa Miñoso (Santo Domingo) é uma filósofa, escritora e pesquisadora feminista, antirracista e decolonial da República Dominicana. É conhecida por seus escritos críticos contra os feminismos ocidentais, eurocêntricos e heteronormativos. Define-se como activista, mais que acadêmica.      

## Feminismo, antirracismo e decolonialidade
Em sua actividade acadêmica, Yurdekys sempre tratou de questões ligadas ao colonialismo de gênero e ao heteropatriarcado, às experiências de resistência, e os desafios decoloniais. Yuderkys Espinosa reflete sobre o conceito de patriarcado e a ideia de gênero, e analisa a correspondência dessas experiências históricas com a construção da sociedade europeia, e não de outros lugares do mundo.
Considera que o feminismo deve ser revisto a partir das suas bases eurocêntricas e sua matriz moderna, e questiona questões tidas como verdades com relação à opressão das mulheres, assim como os tipos de políticas para as superar. Afirma que essas verdades devem ser desuniversalizadas.
Yuderkys Espinosa considera que o feminismo decolonial é um conceito contemporâneo cuja produção surge de vozes subalternas e, portanto, está em plena construção. Considera igualmente que o pensamento hegemônico define esta produção como muito específica e a desqualifica.  
Nos anos 90, Yuderkys Espinosa fundou, juntamente com Ochy Curiel, "As Chinchetas", um grupo de lésbicas feministas formado por artistas e ativistas dominicanas. As acções e intervenções do grupo aconteciam no espaço público com concertos, performances e atividades políticas que rejeitavam a política governamental neoliberal e criticavam a cumplicidade das feministas institucionais com estas políticas.  Com outras teóricas do feminismo decolonial tem defendido a utilização do termo "latinx" substituindo a a/ou pelo x.

## Publicações
- (2014) Yuderkys Espinosa, Diana Gómez, Karina Ochoa (eds.). Tejiendo de Otro Modo: Feminismo, epistemología y apuestas descoloniales en Abya Yala. Editorial de la Universidad del Cauca. ISBN 978-958-732-151-7 (ISBN 978-958-732-151-7).
- (2010) Yuderkys Espinosa Miñoso (coord.) Aproximaciones críticas a las prácticas teórico-políticas del feminismo latinoamericano. Vol. 1 En la frontera, Buenos Aires. ISBN 978-987-23648-4-7 (ISBN 978-987-23648-4-7)
- (2009) N. Mogrovejo Aquise, m. pessah, Y. Espinosa Miñoso y G. Robledo (eds.). Desobedientes. Experiencias y reflexiones sobre poliamor, relaciones abiertas y sexo casual entre lesbianas latinoamericanas en la frontera. Buenos Aires. ISBN 978-987-23648-3-0 (ISBN 978-987-23648-3-0).
- (2007) Espinosa Miñoso, Yuderkys Escritos de una lesbiana oscura: reflexiones críticas sobre feminismo y política de identidad en América Latina En la frontera.